# Bassussarry
Bassussarry (prononcé [basysaʁi] ; Basusarri en basque) est une commune française, située dans le département des Pyrénées-Atlantiques en région Nouvelle-Aquitaine.

## Géographie

### Localisation
La commune de Bassussarry se trouve dans le département des Pyrénées-Atlantiques, en région Nouvelle-Aquitaine.
Elle se situe à 119 km par la route de Pau, préfecture du département, à 8 km de Bayonne, sous-préfecture, et à 11 km d'Ustaritz, bureau centralisateur du canton d'Ustaritz-Vallées de Nive et Nivelle dont dépend la commune depuis 2015 pour les élections départementales.
La commune fait en outre partie du bassin de vie de Bayonne.
Les communes les plus proches sont : 
Arcangues (1,3 km), Arbonne (3,6 km), Anglet (4,2 km), Villefranque (4,9 km), Biarritz (5,3 km), Saint-Pierre-d'Irube (5,4 km), Bayonne (5,8 km), Ahetze (6,6 km).
Sur le plan historique et culturel, Bassussarry fait partie de la province du Labourd, un des sept territoires composant le Pays basque,. Le Labourd est traversé par la vallée alluviale de la Nive et rassemble les plus beaux villages du Pays basque. Depuis 1999, l'Académie de la langue basque ou Euskalzaindia divise le territoire du Labourd en six zones,. La commune est dans la zone 'Lapurdi Erdialdea (Labourd-Centre), au centre de ce territoire.

### Communes limitrophes
Les communes limitrophes sont Ustaritz, Anglet, Arcangues, Bayonne et Villefranque.
| Anglet    | Bayonne     |              |
|           | Bassussarry | Villefranque |
| Arcangues |             | Ustaritz     |

### Hydrographie

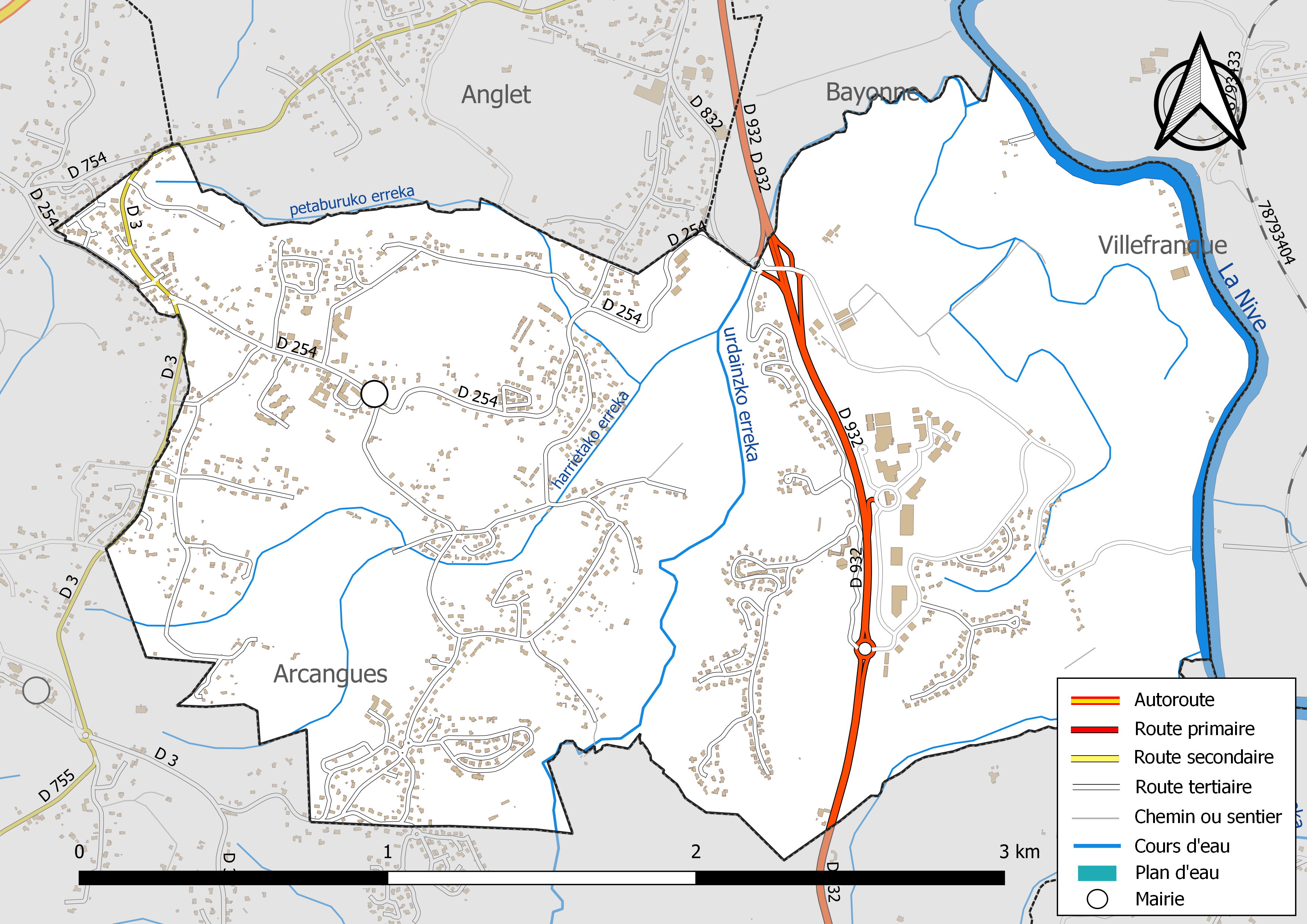
Réseaux hydrographique et routier de Bassussarry.

La commune est drainée par la Nive, urdainzko erreka, harrietako erreka, petaburuko erreka, et par divers petits cours d'eau, constituant un réseau hydrographique de 12 km de longueur totale,.
La Nive, d'une longueur totale de 79,3 km, naît au pied du Mendi Zar (1 323 m), au-delà de la frontière espagnole, sous le nom de Harpeko erreka, et s'écoule du sud-est vers le nord-ouest. Elle traverse la commune et se jette dans l'Adour à Bayonne, après avoir traversé 20 communes.

### Climat
Pour des articles plus généraux, voir Climat de la Nouvelle-Aquitaine et Climat des Pyrénées-Atlantiques.
Historiquement, la commune est exposée à un micro climat océanique basque.  
En 2020, Météo-France publie une typologie des climats de la France métropolitaine dans laquelle la commune est exposée à un climat de montagne et est dans la région climatique Pyrénées atlantiques, caractérisée par une pluviométrie élevée (>1 200 mm/an) en toutes saisons, des hivers très doux (7,5 °C en plaine) et des vents faibles.
Pour la période 1971-2000, la température annuelle moyenne est de 13,9 °C, avec une amplitude thermique annuelle de 12,6 °C. Le cumul annuel moyen de précipitations est de 1 369 mm, avec 13,4 jours de précipitations en janvier et 8,3 jours en juillet. Pour la période 1991-2020, la température moyenne annuelle observée sur la station météorologique la plus proche, située sur la commune d'Anglet à 4 km à vol d'oiseau, est de 14,5 °C et le cumul annuel moyen de précipitations est de 1 473,6 mm,. Pour l'avenir, les paramètres climatiques de la commune estimés pour 2050 selon différents scénarios d’émission de gaz à effet de serre sont consultables sur un site dédié publié par Météo-France en novembre 2022.

### Milieux naturels et biodiversité

#### Espaces protégés
La protection réglementaire est le mode d’intervention le plus fort pour préserver des espaces naturels remarquables et leur biodiversité associée,.
Un  espace protégé est présent sur la commune : la réserve naturelle régionale de l'Étang de Chourroumillas, d'une superficie de 7,6 ha.

#### Réseau Natura 2000
Le réseau Natura 2000 est un réseau écologique européen de sites naturels d'intérêt écologique élaboré à partir des Directives « Habitats » et « Oiseaux », constitué de zones spéciales de conservation (ZSC) et de zones de protection spéciale (ZPS).
Un site Natura 2000 a été défini sur la commune au titre de la « directive Habitats » : « la Nive », d'une superficie de 9 473 ha, un des rares bassins versants à accueillir l'ensemble des espèces de poissons migrateurs du territoire français, excepté l'Esturgeon européen,.

#### Zones naturelles d'intérêt écologique, faunistique et floristique
L’inventaire des zones naturelles d'intérêt écologique, faunistique et floristique (ZNIEFF) a pour objectif de réaliser une couverture des zones les plus intéressantes sur le plan écologique, essentiellement dans la perspective d’améliorer la connaissance du patrimoine naturel national et de fournir aux différents décideurs un outil d’aide à la prise en compte de l’environnement dans l’aménagement du territoire.
Une ZNIEFF de type 1 est recensée sur la commune, : 
l'« étang de Xurrumilatx et ses abords » (17,57 ha), couvrant 2 communes du département et une ZNIEFF de type 2,, : 
le « réseau hydrographique des Nives » (3 596,23 ha), couvrant 33 communes du département.

## Urbanisme

### Typologie
Au 1er janvier 2025, Bassussarry est catégorisée ceinture urbaine, selon la nouvelle grille communale de densité à sept niveaux définie par l'Insee en 2022.
Elle appartient à l'unité urbaine de Bayonne (partie française), une agglomération internationale regroupant 28  communes, dont elle est une commune de la banlieue,,. Par ailleurs la commune fait partie de l'aire d'attraction de Bayonne (partie française), dont elle est une commune de la couronne,. Cette aire, qui regroupe 56 communes, est catégorisée dans les aires de 200 000 à moins de 700 000 habitants,.

### Occupation des sols

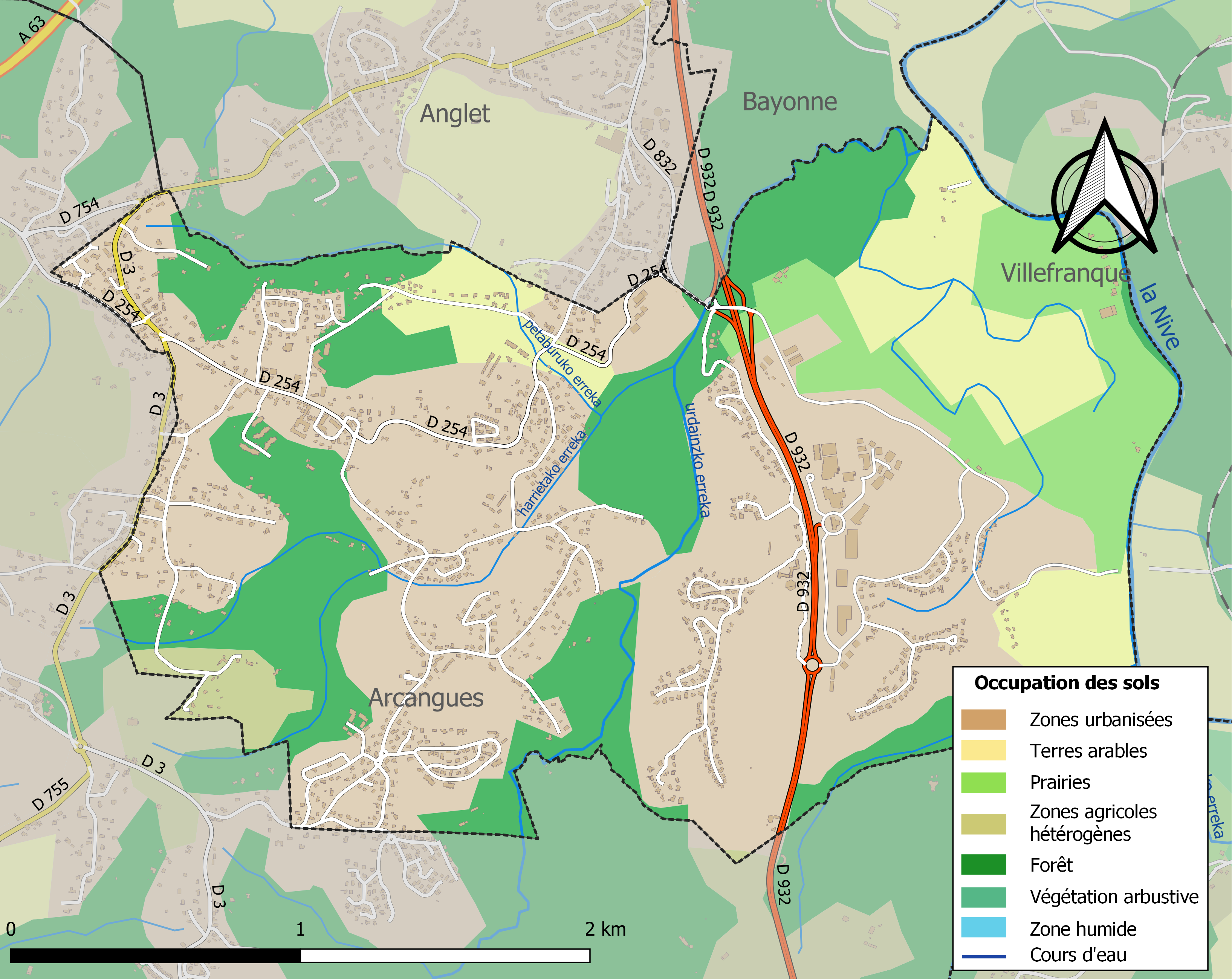
Carte des infrastructures et de l'occupation des sols de la commune en 2018 (CLC).

L'occupation des sols de la commune, telle qu'elle ressort de la base de données européenne d’occupation biophysique des sols Corine Land Cover (CLC), est marquée par l'importance des territoires artificialisés (54,3 % en 2018), en augmentation par rapport à 1990 (14,3 %). La répartition détaillée en 2018 est la suivante : 
zones urbanisées (29,7 %), espaces verts artificialisés, non agricoles (24,6 %), forêts (22,2 %), terres arables (12,4 %), prairies (9,5 %), zones agricoles hétérogènes (1,6 %). L'évolution de l’occupation des sols de la commune et de ses infrastructures peut être observée sur les différentes représentations cartographiques du territoire : la carte de Cassini (XVIIIe siècle), la carte d'état-major (1820-1866) et les cartes ou photos aériennes de l'IGN pour la période actuelle (1950 à aujourd'hui).

#### Quartiers
Deux quartiers composent la commune de Bassussarry :
- Église (L') ;
- Urdaintz.

#### Autres toponymes
- Axerimendi[11]
- Behikenea[11]
- Betbeder[11]
- Bordanasa[11]
- Bordaberria[11]
- Castanche[11]
- Dorriotz[11]
- Harrieta[11]
- Joanita[11]
- Joantipia[11]
- Larraburua[11]
- Lataste[11]
- Luberria[11]
- Martinaskoenea[11]
- Moussans[11]
- Oihenartea[11]
- Peillé[11]
- Penen[11]
- Portukoborda[11]
- Urdains (Château d’)[11],[36]
- Vigne (La)[11]
- Xemetoa[11]

### Voies de communication et transports
Bassussarry est desservie par les routes départementales D 254, D 755 et D 932. Les lignes 860 (Bayonne - Cambo-les-Bains et 880 (Bayonne - Arbonne) du réseau interurbain des Pyrénées-Atlantiques y possèdent un arrêt.

### Risques majeurs
Le territoire de la commune de Bassussarry est vulnérable à différents aléas naturels : météorologiques (tempête, orage, neige, grand froid, canicule ou sécheresse), inondations et séisme (sismicité modérée). Il est également exposé à un risque technologique,  le transport de matières dangereuses, et à un risque particulier : le risque de radon. Un site publié par le BRGM permet d'évaluer simplement et rapidement les risques d'un bien localisé soit par son adresse soit par le numéro de sa parcelle.

#### Risques naturels
Certaines parties du territoire communal sont susceptibles d’être affectées par le risque d’inondation par une crue torrentielle ou à montée rapide de cours d'eau, notamment la Nive. La commune a été reconnue en état de catastrophe naturelle au titre des dommages causés par les inondations et coulées de boue survenues en 1983, 1993, 2007, 2009, 2013, 2014, 2018, 2019 et 2021,.

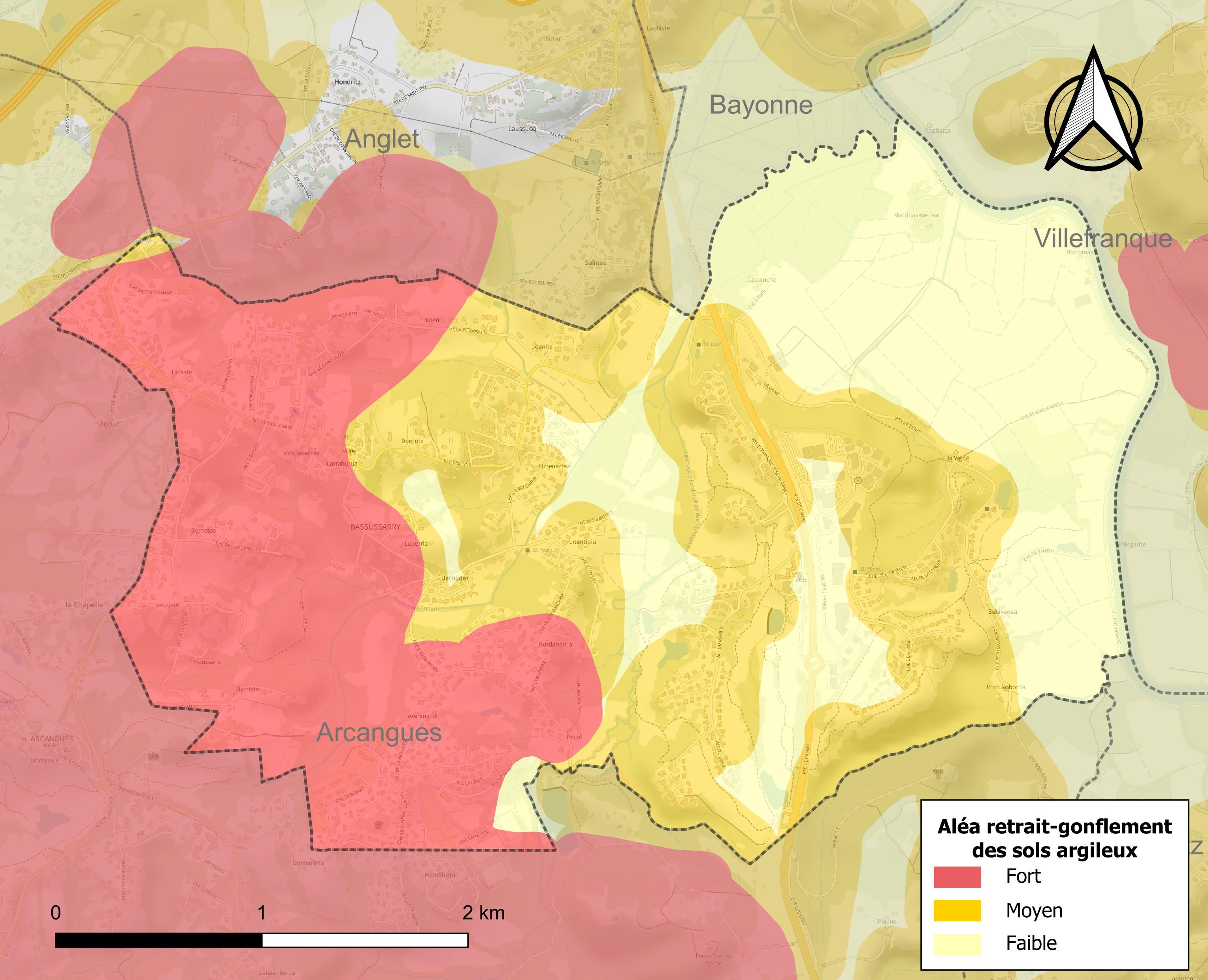
Carte des zones d'aléa retrait-gonflement des sols argileux de Bassussarry.

Le retrait-gonflement des sols argileux est susceptible d'engendrer des dommages importants aux bâtiments en cas d’alternance de périodes de sécheresse et de pluie. 67,7 % de la superficie communale est en aléa moyen ou fort (59 % au niveau départemental et 48,5 % au niveau national). Depuis le 1er octobre 2020, en application de la loi ELAN, différentes contraintes s'imposent aux vendeurs, maîtres d'ouvrages ou constructeurs de biens situés dans une zone classée en aléa moyen ou fort,.
Concernant les mouvements de terrains, la commune a été reconnue en état de catastrophe naturelle au titre des dommages causés par la sécheresse en 1989, 1990, 1998, 2003 et 2005 et par des mouvements de terrain en 2013 et 2018.

#### Risque particulier
Dans plusieurs parties du territoire national, le radon, accumulé dans certains logements ou autres locaux, peut constituer une source significative d’exposition de la population aux rayonnements ionisants. Selon la classification de 2018, la commune de Bassussarry est classée en zone 2, à savoir zone à potentiel radon faible mais sur lesquelles des facteurs géologiques particuliers peuvent faciliter le transfert du radon vers les bâtiments.

## Toponymie

### Attestations anciennes
Le toponyme Bassussarry apparaît sous les formes 
Bila Nave quœ vocatur Bassessari, Bassessarri, Bacessari et Bassissari (respectivement vers 1150, 1186, 1188, 1194, 1235, 1249, 1256 et XIIIe siècle, cartulaire de Bayonne), 
Bila nave que nunc dicitur Bassessarri (1170), 
Bassissarri (1265), 
Sanctus Bartholomeus de Bassussary et Bassussarits (respectivement 1768 et 1771, collations du diocèse de Bayonne),
Bassussary (1801, Bulletin des lois) et
Basusarri au XIXe siècle.

### Étymologie
Jean-Baptiste Orpustan propose la structure baso, « forêt », et sarri, « dense, serré », et donc la signification « forêt dense ».

### Autres toponymes
Urdains désigne un château, mentionné sous les graphies Urdaidz (1255, cartulaire de Bayonne), Urdainz (1402, titres de Navarre) et Ourdains (1739, pouillé de Bayonne).

### Noms basque
Le nom basque de Bassussarry est Basusarri. Il fut normalisé par l'Académie de la langue basque le 30 mars 2000.

## Histoire
En 1813, Bassussarry fut le théâtre d'une bataille, dans le cadre de la guerre d'indépendance espagnole, qui opposa le 10 décembre le général Suchet aux Hispano-Britanniques.

## Politique et administration

### Liste des maires
| Période                                  | Période   | Identité        | Étiquette    | Qualité                                                              |
| ---------------------------------------- | --------- | --------------- | ------------ | -------------------------------------------------------------------- |
| Les données manquantes sont à compléter. |           |                 |              |                                                                      |
| mars 1959                                | juin 1995 | Georges Pénaud  |              | Médecin                                                              |
| juin 1995                                | 2020      | Paul Baudry     | UMP puis DVD | Entrepreneur 2e vice-président de la CA du Pays Basque (2017 → 2020) |
| 2020                                     | En cours  | Michel Lahorgue | DVD          |                                                                      |

### Intercommunalité
Bassussarry fait partie de six structures intercommunales :
- la communauté d'agglomération du Pays Basque ;
- le SIVOM d'Arbonne - Arcangues - Bassussarry, dont elle abrite le siège ;
- le syndicat d'énergie des Pyrénées-Atlantiques ;
- le syndicat intercommunal pour la gestion du centre Txakurrak ;
- le syndicat intercommunal pour le soutien à la culture basque ;
- le syndicat mixte de la Nive maritime.

La commune adhère également à l'Eurocité basque Bayonne - San Sebastián.

## Équipements et services publics

### Enseignement
La commune dispose d'une école primaire, d'une crèche.

### Santé
Le secteur de la santé est représenté avec des médecins généralistes, kinésithérapeutes, pédicures-podologues et ostéopathes. Une pharmacie est présente au bourg de la ville. Des chirurgiens dentistes, orthophonistes, infirmières et psychologues assurent aussi cette fonction.

## Population et société

### Démographie
Le gentilé est Basusartar,.
L'évolution du nombre d'habitants est connue à travers les recensements de la population effectués dans la commune depuis 1793. Pour les communes de moins de 10 000 habitants, une enquête de recensement portant sur toute la population est réalisée tous les cinq ans, les populations de référence des années intermédiaires étant quant à elles estimées par interpolation ou extrapolation. Pour la commune, le premier recensement exhaustif entrant dans le cadre du nouveau dispositif a été réalisé en 2004.

En 2022, la commune comptait 3 317 habitants, en évolution de +7,91 % par rapport à 2016 (Pyrénées-Atlantiques : +3,78 %, France hors Mayotte : +2,11 %).
| 1793 | 1800 | 1806 | 1821 | 1831 | 1836 | 1841 | 1846 | 1851 |
| ---- | ---- | ---- | ---- | ---- | ---- | ---- | ---- | ---- |
| 263  | 224  | 276  | 342  | 332  | 382  | 424  | 447  | 411  |

| 1856 | 1861 | 1866 | 1872 | 1876 | 1881 | 1886 | 1891 | 1896 |
| ---- | ---- | ---- | ---- | ---- | ---- | ---- | ---- | ---- |
| 456  | 467  | 486  | 398  | 452  | 401  | 366  | 358  | 384  |

| 1901 | 1906 | 1911 | 1921 | 1926 | 1931 | 1936 | 1946 | 1954 |
| ---- | ---- | ---- | ---- | ---- | ---- | ---- | ---- | ---- |
| 420  | 404  | 386  | 331  | 343  | 342  | 342  | 331  | 349  |

| 1962 | 1968 | 1975 | 1982 | 1990  | 1999  | 2004  | 2006  | 2009  |
| ---- | ---- | ---- | ---- | ----- | ----- | ----- | ----- | ----- |
| 350  | 483  | 715  | 890  | 1 056 | 1 817 | 2 316 | 2 377 | 2 420 |

| 2014  | 2019  | 2022  | - | - | - | - | - | - |
| ----- | ----- | ----- | - | - | - | - | - | - |
| 2 627 | 3 231 | 3 317 | - | - | - | - | - | - |

La commune fait partie de l'aire d'attraction de Bayonne (partie française).

### Enseignement
La commune dispose d'une école primaire publique.

## Économie
La commune fait partie de la zone d'appellation de l'ossau-iraty.

## Culture locale et patrimoine

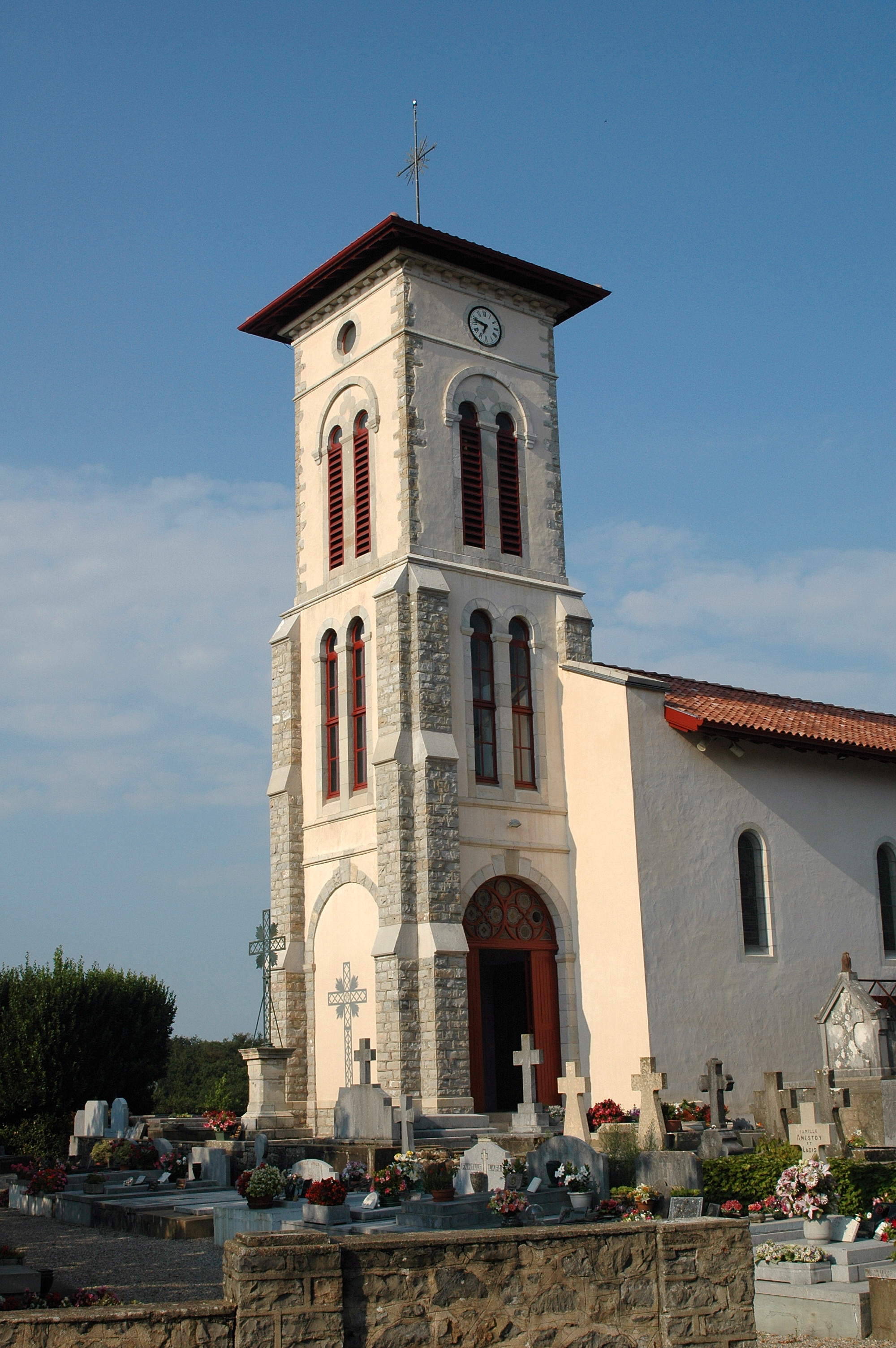
L'église Saint-Barthélemy.
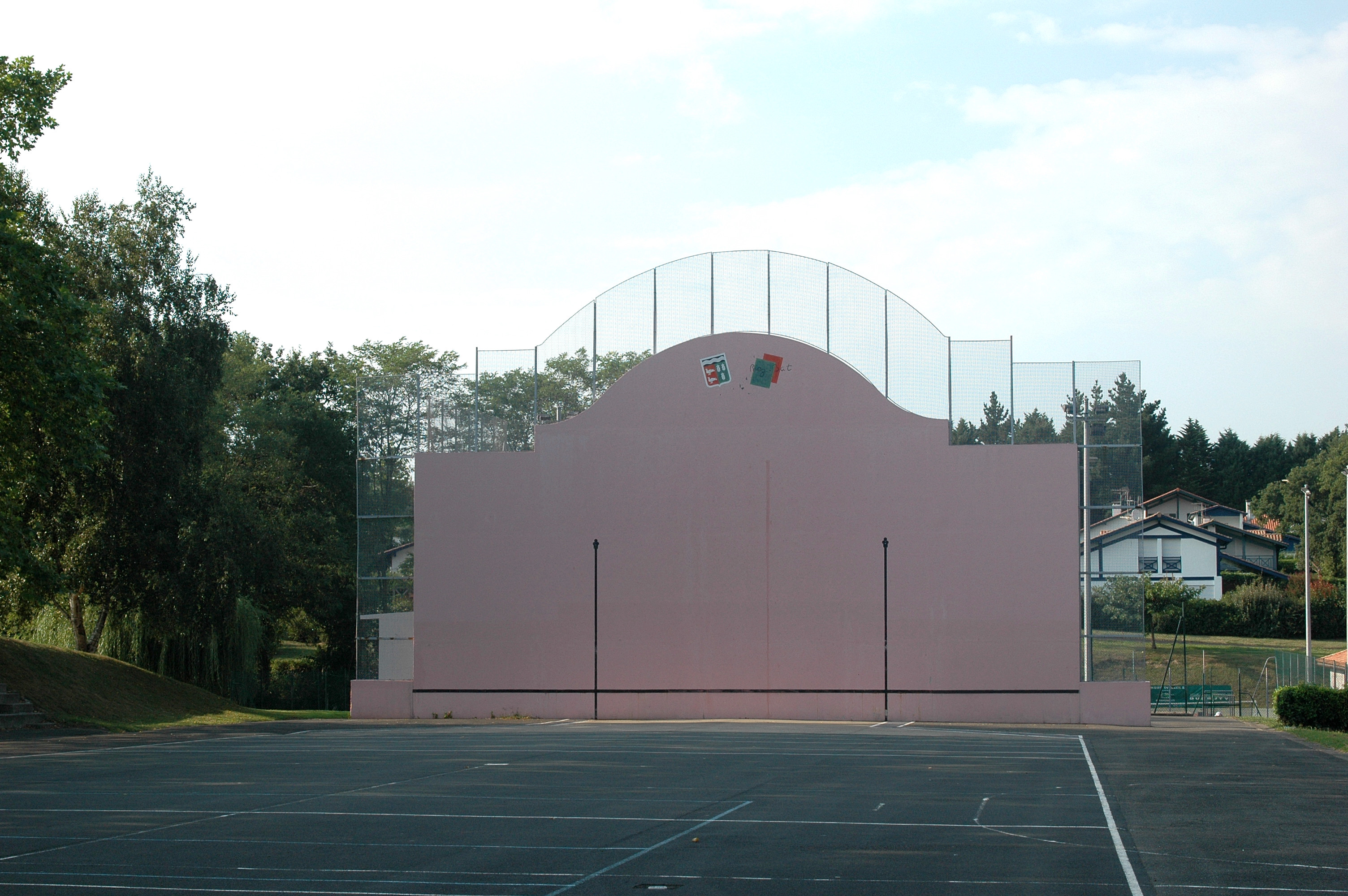
Le fronton place libre.
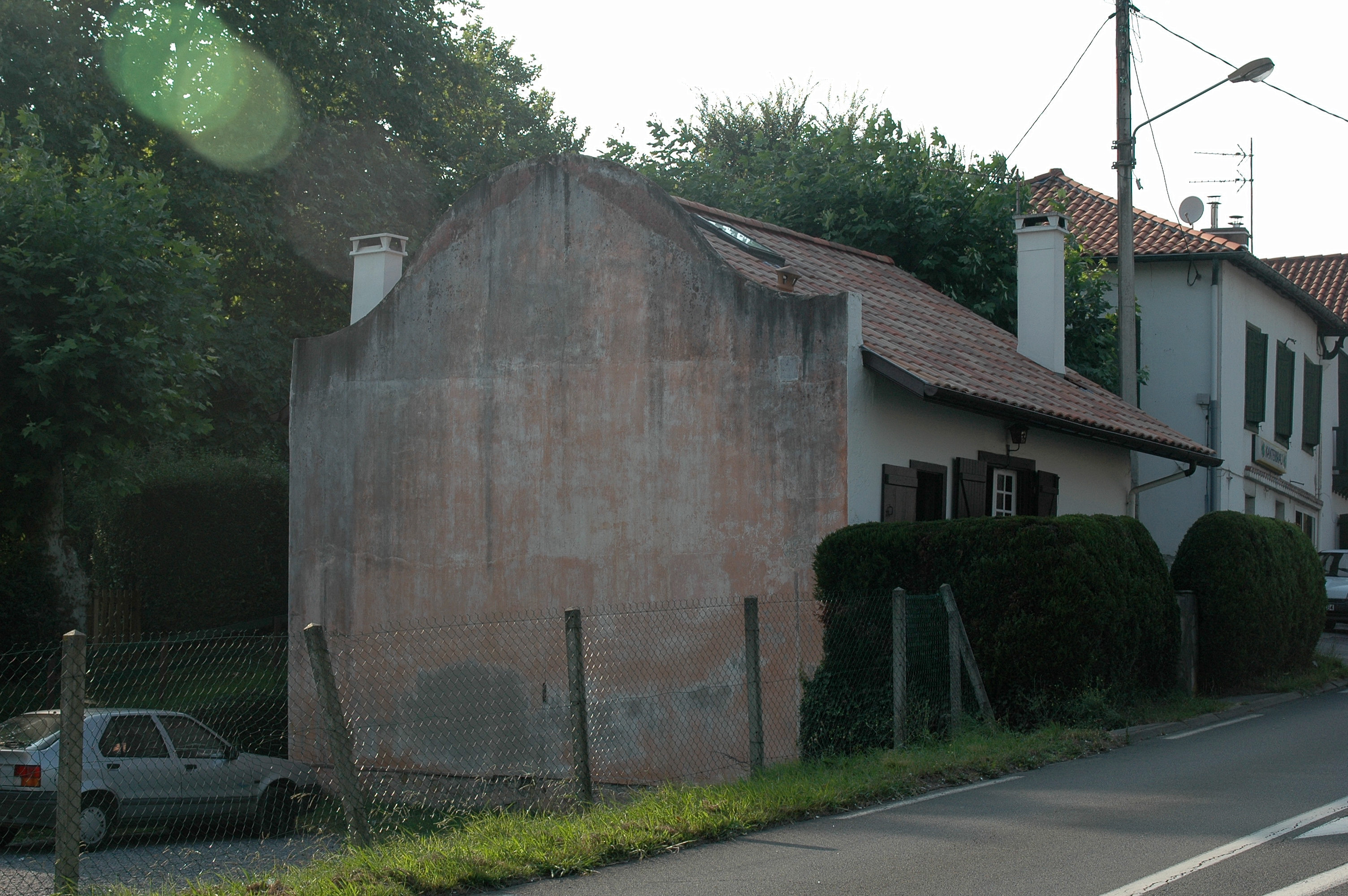
Petit fronton sur le pignon d'une maison.

### Patrimoine linguistique

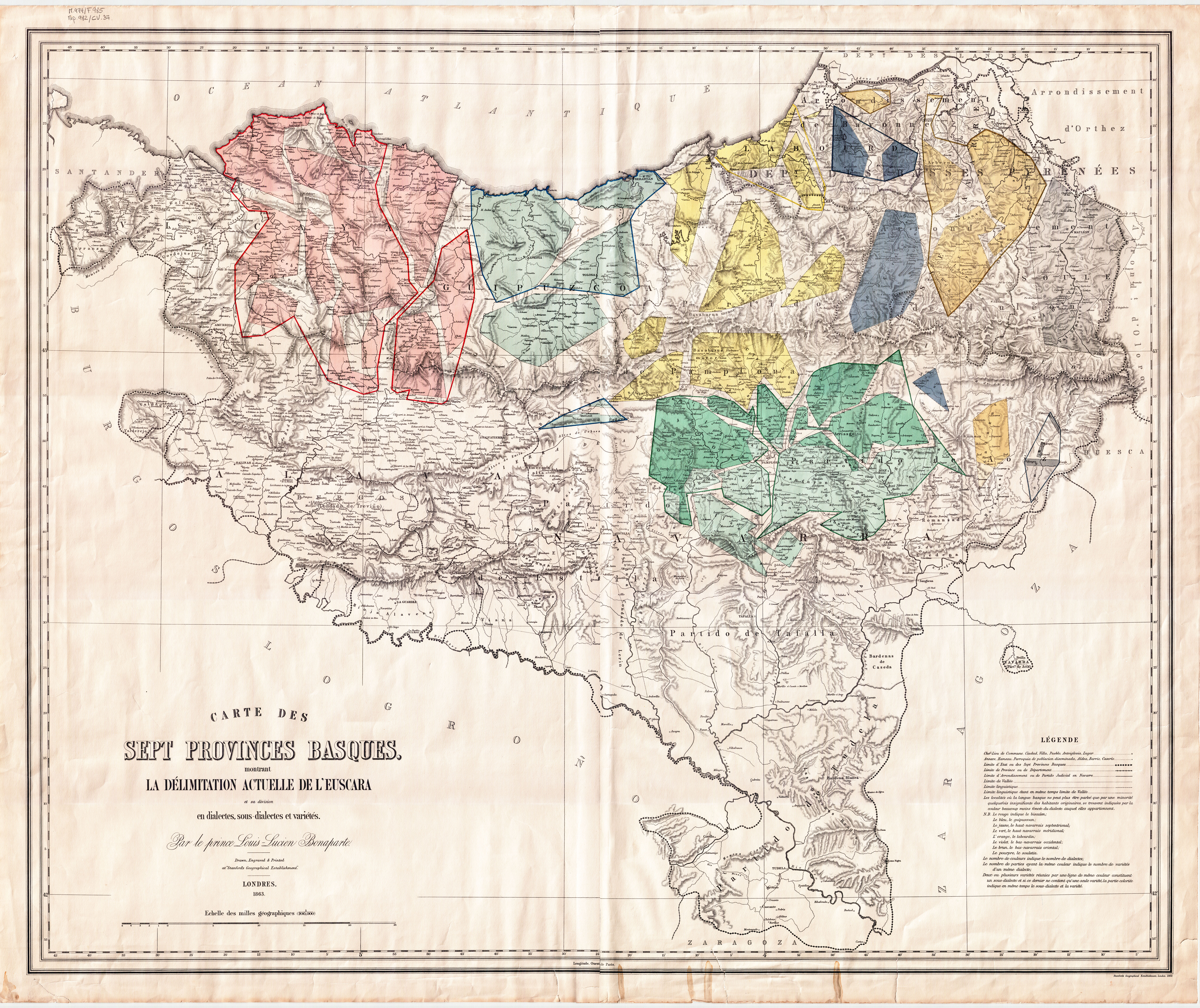
Carte des sept provinces basques (1), 1863

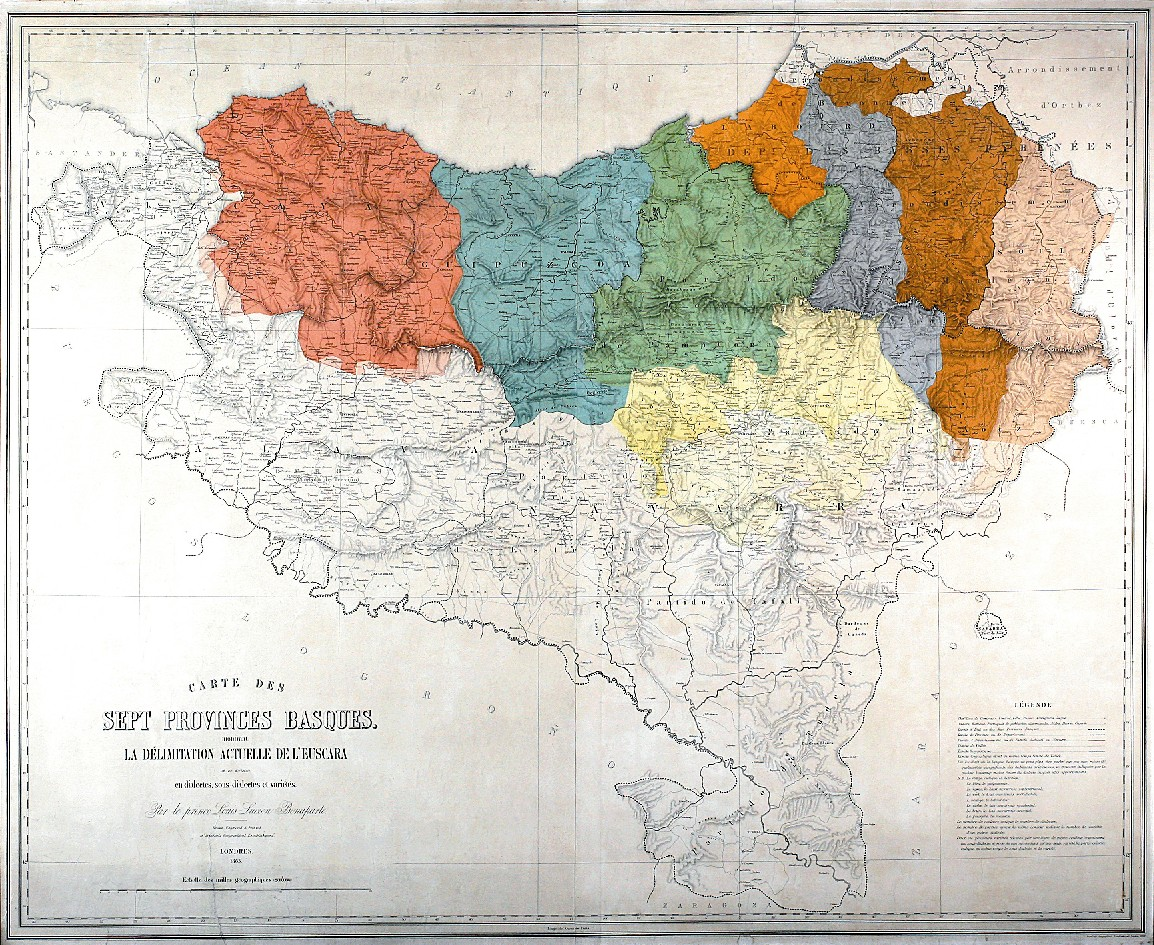
Carte des sept provinces basques (2), 1863

Les deux versions de la Carte des sept provinces basques montrant la délimitation actuelle de l'euscara en dialectes, sous-dialectes et variétés dressée en 1863 par le prince Louis-Lucien Bonaparte placent Bassussarry dans l'aire bascophone. Le dialecte parlé localement est le bas-navarrais oriental.
Le Recueil de linguistique et de toponymie des Pyrénées réalisé en 1887 par Julien Sacaze  nous livre pour Bassussarry une version en basque, composée d'une traduction de deux textes mythologiques, ainsi que d'une liste des micro-toponymes de la commune.
Le Recueil des idiomes de la région gasconne réalisé en 1894 par le linguiste Édouard Bourciez nous livre pour Bassussarry une version de la parabole de l'enfant prodigue traduite en gascon.
Dans sa correspondance adressée à Julien Vinson et datée de 1904, le capitaine Jean-Baptiste Darricarrère livre plusieurs éléments précis sur la situation linguistique des environs de Bayonne. Selon lui, " il y a [...] autant à Bassussarry qu’à Saint-Pierre-d’Irube (bien moins à Arcangues et à Mouguerre) des Gascons de naissance, c’est-à-dire des gens parlant gascon de père en fils, et n’apprenant le français qu’à l’école. Mais il y a aussi dans ces villages, qui commercent tous les jours avec Bayonne ou Biarritz, beaucoup de Basques qui parlent également et fort bien le gascon et le basque.
La carte du Pays basque français dressée en 1943 par Maurice Haulon laisse apparaître la "démarcation actuelle entre la langue basque et les dialectes romans", incluant la commune de Bassussarry dans l'aire bascophone.
D'après la Morfología del verbo auxiliar vasco [morphologie du verbe auxiliaire basque], Bassussarry est située dans l'aire bascophone, et plus précisément de dialecte bas-navarrais. Son auteur Pedro de Yrizar estime dans les années 1970-1972 le nombre de locuteurs basques à 27.5%, soit l'un des taux les plus faibles du Labourd.

### Patrimoine religieux
L'église Saint-Barthélemy fut reconstruite à la fin du XIXe siècle. Elle est inscrite à l'Inventaire général du patrimoine culturel.

### Personnalités liées à la commune

#### Nées auXVIIIesiècle
- Bernard Larréguy, né en 1721 à Saint-Jean-de-Luz, est un homme d'église et écrivain basque. Il fut entre autres prêtre à Bassussarry.
- Dominique Joseph Garat, né en 1749 à Bayonne et décédé en 1833 à Bassussarry, est un avocat, journaliste et philosophe français. Il a été élu à l'Académie française en 1803.

#### Nées auXIXesiècle
- Christophe-Louis Légasse, né en 1859 à Bassussarry et mort en 1931 à Périgueux, est un prélat catholique français, successivement préfet apostolique à Saint-Pierre-et-Miquelon de 1899 à 1915, évêque d’Oran de 1915 à 1920, et évêque de Périgueux de 1920 à 1931.

#### Nées auXXesiècle
- Victor Iturria (1914-1944), Compagnon de la Libération, Mort pour la France, né à Bassussarry.
- Christophe Hondelatte, journaliste né en 1962 à Bayonne, a grandi à Bassussarry[59].

### Héraldique
| Blason | Blasonnement : De gueules à deux palombes d'argent rangées en pal ; parti de sinople à trois feuilles de chêne d'argent ; 2 et 1 ; au chef cousu de sable chargé d'une onde d'argent. |

## Pour approfondir